# Powernext
Powernext è stata una compagnia con sede a Parigi che gestisce una borsa elettrica europea fornendo un mercato elettronico per il commercio di futures energetici e strumenti derivati in Europa. Fondata nel luglio 2001 con l'apertura del mercato elettrico europeo, Powernext ha creato una rete di oltre 70 membri europei, tra cui produttori di energia come Électricité de France, RWE AG, Electrabel Suez S.A., Enel ed Endesa, utenti finali, banche, mediatori, commercianti e dettaglianti.
Powernext è stata fusa in EEX (European Energy Exchange)